# Bust de Cal Pou Petit
El Bust de Cal Pou Petit és una obra de Moià inclosa a l'Inventari del Patrimoni Arquitectònic de Catalunya.

## Descripció
Es tracta d'un bust tallat en pedra que mesura uns 30cm. per 20cm. aproximadament. Es troba entre el portal d'entrada, adovellat, i el balcó del primer pis. El bust presenta el cabell curt, arrugues al front, ulls ametllats, nas mutilat i llavis gruixuts. La barba és rinxolada. Sembla que vesteixi algun tipus de capa. El resultat és una figura força hieràtica. La casa on està ubicat, molt reformada, correspondria tipològicament al segle XVII-XVIII.

## Història
La tradició popular diu que en aquest lloc (o bé a prop) hi havia hagut un hostal i que el bust donava a entendre que els pelegrins podien hostatjar-s'hi. Quedava fora muralles. Hi ha qui ha classificat el bust d'època romana.